# Raab-Katzenstein-Flugzeugwerke

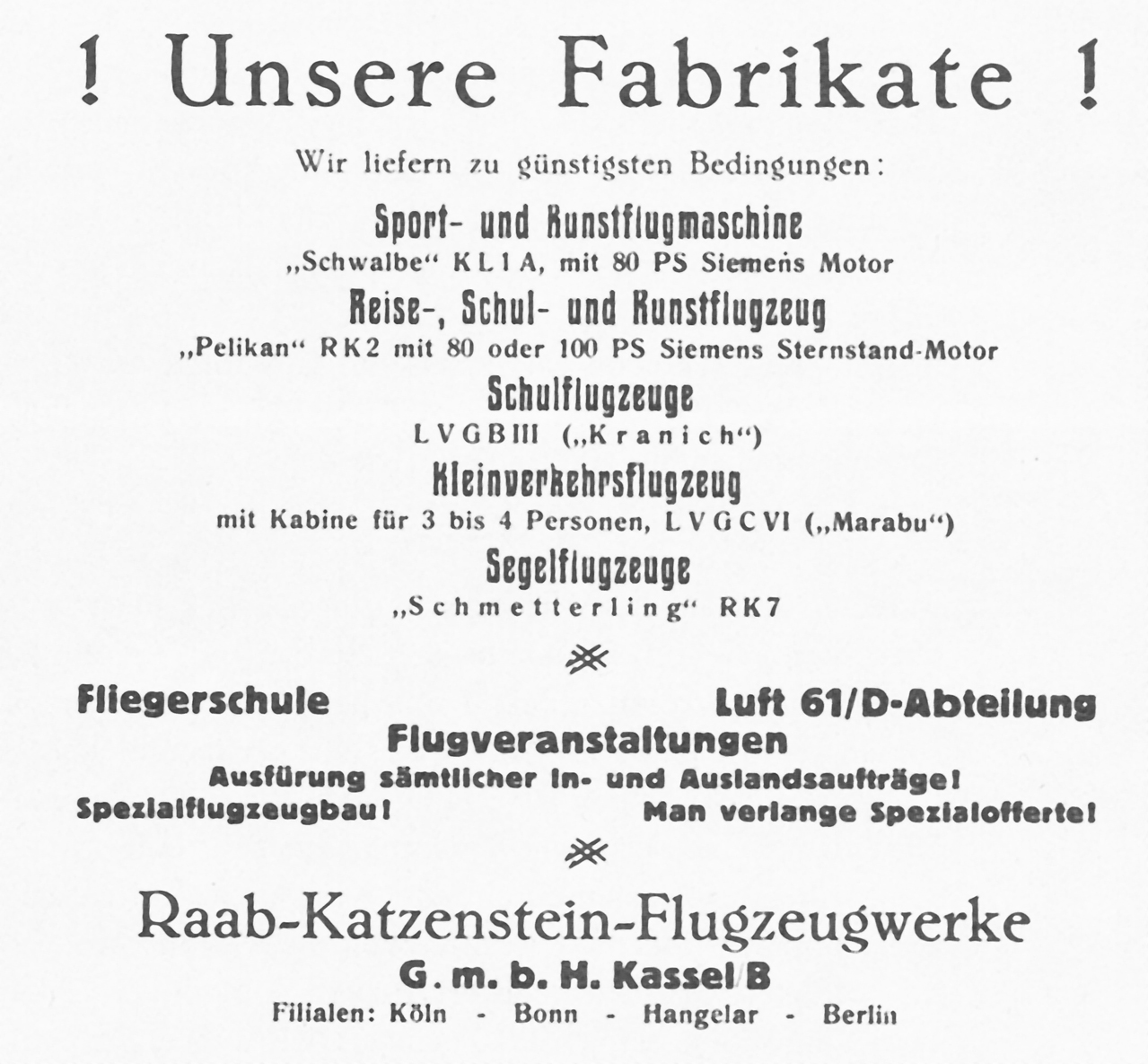
Zeitungs- und Zeitschriftenanzeige der Raab-Katzenstein-Flugzeugwerke GmbH zwischen 1927 und 1930

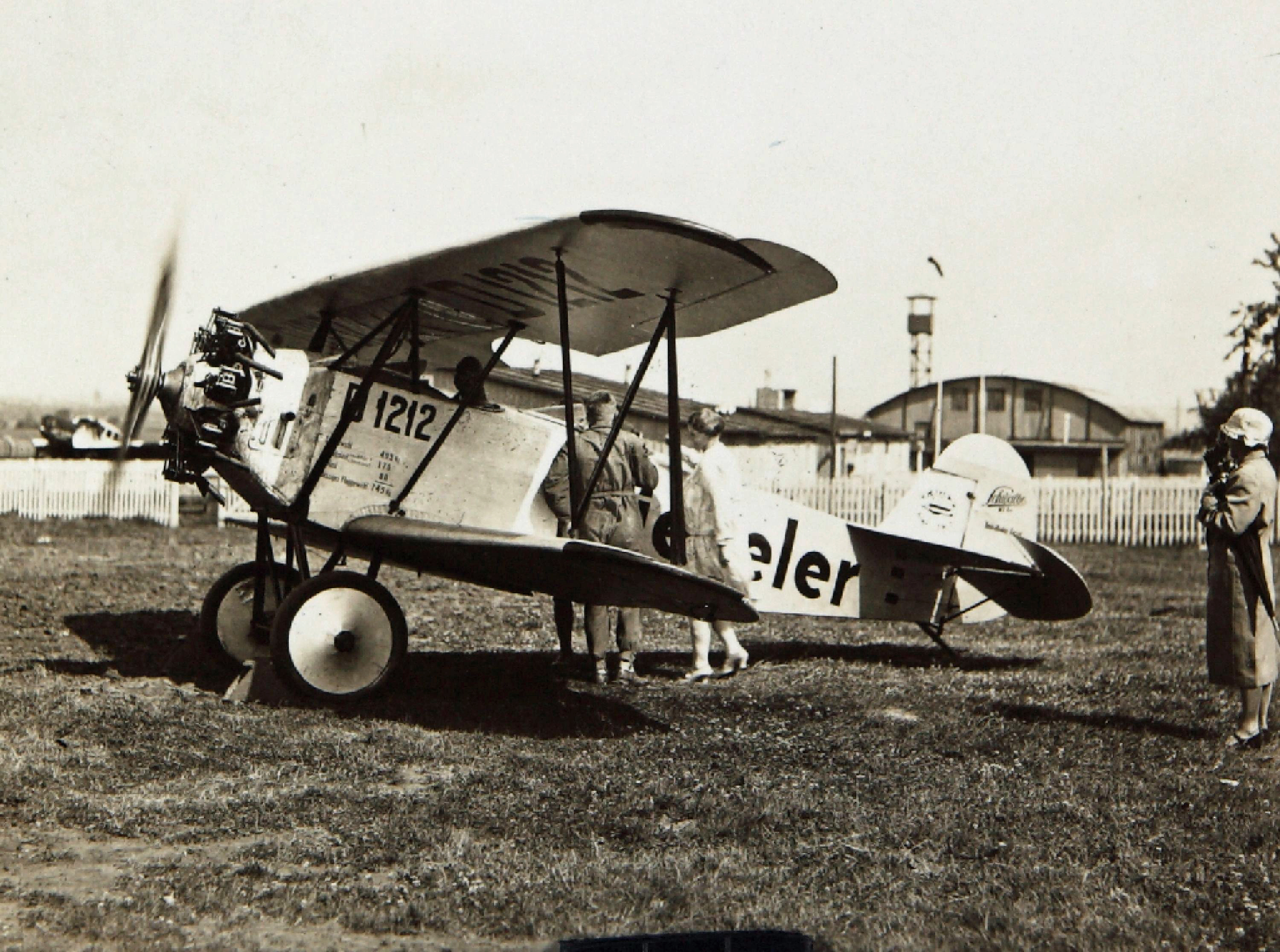
Sport- und Kunstflugmaschine RK Kl 1 „Schwalbe“ in Kassel-Waldau

Die Raab-Katzenstein Flugzeugwerk GmbH (RaKa) war ein deutsches Unternehmen mit Sitz in Kassel, das in den 1920er Jahren Flugzeuge produzierte.

## Geschichte

### Raab-Katzenstein Flugzeugwerk GmbH
Die Raab-Katzenstein Flugzeugwerk GmbH wurde am 16. November 1925 in Kassel-Bettenhausen von ehemaligen Mitarbeitern der Dietrich Flugzeugwerk AG gegründet. Hauptanteilseigner waren die beiden früheren Werkspiloten Antonius Raab, der mit der Unterstützung seines Schwiegervaters Hermann Kalkoff über 40 % der Geschäftsanteile verfügte, und Kurt Katzenstein, der gemeinsam mit der Beteiligung seines Bruders Ludwig Katzenstein und seiner Ehefrau über 36 % der Anteile verfügte. Der frühere Hauptaktionär der Dietrich-Gobiet Flugzeugwerk AG Anatole Gobiet übernahm weitere 5 % der Geschäftsanteile, weitete diese aber später deutlich aus. Der übrige Streubesitz ging hauptsächlich auf Mitarbeiter des Unternehmens über, u. a. beteiligte sich Gerhard Fieseler während seiner Tätigkeit für die Raab-Katzenstein Flugzeugwerk AG kurzzeitig mit bis zu 20 % am Kapital.
Antonius Raab und Kurt Katzenstein übernahmen die Geschäftsführung des Unternehmens.

#### Serienbau- und Reparaturbetrieb
Unter dem früheren Produktionsleiter der Dietrich Flugzeugwerk AG Erich Gammelin wurden das Konstruktionsbüro und der Produktionsbetrieb zusammengefasst. Anatole Gobiet stellte auf dem Gelände der Deutschen Werke an der Körnerstraße die notwendigen Produktionsflächen zur Verfügung. Das Fachpersonal wurde weitgehend von der Dietrich Flugzeugwerk AG übernommen, deren Produktion Ende 1925 zum Stillstand gekommen war.
Als industrieller Fertigungsbetrieb richtete Gammelin Fachwerkstätten für bestimmte Gewerkefunktionen und Baugruppen-Werkstätten ein, die unabhängig von der Linienproduktion ihre Produkte auf Lager produzierten. Die eigentliche Montage- oder Reparaturlinie bezog die benötigten Teile aus den Lagerbeständen. Die Montagelinie fertigte mehr oder weniger unabhängig von den tatsächlich verkauften Flugzeugen in Chargengruppen gleicher Flugzeugtypen. Bei der Entwicklung neuer Flugzeugtypen legte Gammelin Wert auf möglichst große Wiederverwendung von Baugruppen existierender Flugzeugtypen.
Der Serienbau bei Raab-Katzenstein wurde bereits Anfang 1926 mit der Raab-Katzenstein Kl. 1 aufgenommen. Das Unternehmen beschäftigte 1927 bereits 200 Mitarbeiter und hatte mehr als 100 Maschinen produziert.
Neben dem Neubaubetrieb existierte auch ein Flugzeug-Reparaturbetrieb, in für jährlich etwa 30–40 Großreparaturen ausgelegt war. Seit 1926 gehörte der Reparaturbetrieb zu den von der Allianz-Versicherungsgesellschaft bevorzugten Betrieben für Kaskoschaden-Reparaturen, dem später auch der Lloyd Luftpool folgte. Die zunehmende Reparaturnachfrage führte im Sommer 1927 zur Trennung von Serienbau- und Reparaturbetrieb, der in eine eigene Instandsetzungshalle verlagert wurde. Gleichzeitig wurde der Reparaturbetrieb um eine Motorenwerkstatt erweitert. Seit 1928 unterhielt der Reparaturbetrieb auch eine Zweigniederlassung in der RaKa-Flugschule Bonn-Hangelar.

#### Konstruktionsbüro
Die Leitung des Konstruktionsbüros übernahm 1926 Paul John Hall. Sein Stellvertreter war zwischen 1926 und Herbst 1928 Erich von Knüpffer. Ihm folgte Richard Bauer, der im Januar 1929 Paul Hall als Leiter des Konstruktionsbüros ablöste. Bauer verließ das Unternehmen nach kurzer Zeit bereits wieder. Die Organisation des Konstruktionsbüros übernahm im September 1929 der Statiker Wiederholt, die er bis zum Ende der operativen Tätigkeit des Unternehmens 1930 ausübte. Um die Brauchbarkeit der Entwürfe des Konstruktionsbüros für die künftige Serienfertigung sicherzustellen, wurde das Konstruktionsbüro neben dem Produktionsbetrieb unter Erich Gammelin zusammengefasst. Hall und Gammelin bemühten sich bei den RaKa-Entwürfen um größtmögliche Standardisierung, um Baugruppen in verschiedenen Entwürfen wiederverwenden zu können.
Im RaKa-Konstruktionsbüro entstanden im Frühjahr 1926 in kürzester Zeit verschiedene Flugzeugentwürfe, die sich an den in der Dietrich Flugzeugwerk AG erfolgreich umgesetzten Modellen orientierten. Hierzu zählten die Raab-Katzenstein Kl.1 als Weiterentwicklung des kunstflugtauglichen Doppeldeckers Dietrich DP.IIa bzw. Dietrich DP.XI, die Raab-Katzenstein RK 2 in Anlehnung an das Schulflugzeug Dietrich DS.I, sowie schließlich die Raab-Katzenstein RK 9, die der Luftford-Entwicklung Dietrich DP.IX als preisgünstiges Leichtflugzeug folgte. Mit der Raab-Katzenstein RK 3 entstand außerdem sehr früh der Entwurf eines Passagierflugzeugs in Anlehnung an die Dietrich DP.III, das allerdings früh wieder aufgegeben wurde. Nachdem mit der Kl.1, der RK 2 und der RK 9 das Grundportfolio des Unternehmens die Serienreife erreicht hatte, entstanden 1926/1927 zahlreiche Neuentwürfe für Sport-, Mehrzweck- und Passagierflugzeuge, die allerdings überwiegend im Entwurfsstadium abgebrochen wurden.
Neben Eigenentwicklung des Konstruktionsbüros entstanden im Produktionsbetrieb der Raab-Katzenstein-Werke ab 1927 auch Flugzeuge von Fremdentwicklern. Hierzu gehörte das Schulflugzeug Raab-Katzenstein RK 6 und das Kleinverkehrsflugzeug RK 8, für die das Unternehmen Nachbaulizenzen bei den Deutscher Lloyd Flugzeugwerken (DLFW) erworben hatte. Die Aufnahme einer Lizenzfertigung des erfolgreichen britischen Sportflugzeugs DH60 Moth von De Havilland unter der Bezeichnung Raab-Katzenstein RK 12 scheiterte an der Musterzulassung des britischen Flugzeugtyps durch die DVL in Deutschland.
Als Versuchsflugzeug entstand Anfang 1927 der Entwurf des motorlosen Gleiters Raab-Katzenstein RK 7, der speziell für Flugzeugschleppversuche verwendet werden sollte und später in einer Kleinserie gefertigt wurde. Entwurf und Prototypenbau der RK 7 realisierte Paul Hall und Erich Gammelin in weniger als einem Monat.
Seit 1928 erfolgten sich die Entwicklungen des Konstruktionsbüros hauptsächlich auf Grund kundenspezifischer Einzelanforderungen. Für Fritz von Opel entstand ein raketengetriebenes Entenflugzeug. Für Gerhard Fieseler entstand der Kunstflug-Doppeldecker Raab-Katzenstein RK 26 und für den Essener Verein für Luftfahrt das Wettbewerbsflugzeug Raab-Katzenstein RK 25, bei dem zur Gewichtseinsparung erstmals im Luftfahrzeugbau der Werkstoff Elektron verwendet wurde. Diese Entwicklungen blieben Einzelstücke bzw. Kleinstserien von zwei bis drei Flugzeugen, die im Kundenauftrag gefertigt wurden. Eine Serienfertigung bei Raab-Katzenstein war nicht vorgesehen.
Nachdem Paul Hall das Konstruktionsbüro Ende 1928 verlassen hatte, kam die Flugzeugentwicklung bei Raab-Katzenstein weitgehend zum Erliegen. Unter Richard Bauer entstand 1929 der Entwurf des Prallluftschiffs Raab-Katzenstein RK 27, das allerdings ebenfalls nur als Einzelstück gefertigt wurde. Die hohen Entwicklungskosten für dieses Luftschiff verschärften 1929 die wirtschaftliche Lage der Raab-Katzenstein-Werke und brachten weitere Flugzeugentwicklungen aus dem Konstruktionsbüro zum Erliegen. Bei der Rheinischen Luftfahrt-Industrie GmbH entstand 1930 in Krefeld der letzte Entwurf des Konstruktionsbüros mit dem Wettbewerbsflugzeug Raab-Katzenstein RK 29, von dem zwei Prototypen für die Teilnahme am Europarundflug 1930 gebaut wurden. Die Teilnahme scheiterte allerdings im Sommer 1930 durch den wirtschaftlichen Zusammenbruch des Unternehmens.

#### Operativer Flugbetrieb und Flugschule
Die Leitung des operativen Flugbetriebs und der Flugschule der Raab-Katzenstein-Werke übernahm Kurt Katzenstein. Er richtete zunächst am Flugplatz Kassel-Waldau und später auch in Köln-Butzweilerhof und am Flugplatz Bonn/Hangelar eigene Werksfliegerschulen ein, in denen neben anderen Gerhard Fieseler und Otto Peschke als Fluglehrer tätig waren. Neben dem notwendigen Werks- und Flugschulbetrieb organisierte Katzenstein auch die Teilnahme von Werksfliegern an Wettbewerbsflügen und Flugtagen, die in ganz Deutschland in den Sommermonaten wöchentlich oft auch an mehreren Orten gleichzeitig unter Beteiligung von RaKa-Flugzeugen stattfanden und maßgeblich zum hohen Bekanntheitsgrad des Unternehmens beitrugen.
Zum operativen Flugbetrieb gehörten auch experimentelle Versuchsflüge, von denen die ersten Raab-Katzenstein-Flugzeugschleppversuche mit einer Raab-Katzenstein RK 7 zu den bekanntesten zählten. Auch die ersten raketengebtriebenen Versuchsflüge mit einer Raab-Katzenstein RK Ente wurden medial in den 1920er Jahren umfangreich festgehalten.

##### Reklameflüge
Das Sportflugzeug wurde bereits in den frühen 1920er Jahren als Werbeträger entdeckt. Im operativen Flugbetrieb der Raab-Katzenstein-Werke wurden immer wieder neue Techniken der Luftwerbung getestet. Hierzu gehörte die Montage von Beleuchtungssätzen für Werbeschriften an den unteren Tragflügel für Nachtflüge oder die Verwendung heißer, mit Öl versetzter Auspuffgase in sogenannten Himmelsschreiber-Flugzeugen. Für Henkel erwarb Raab-Katzenstein 1929 fünf solcher Himmelsschreiber S.E.5A aus Großbritannien von John Savage. Zahlreiche RaKa-Flugzeuge wurden an Reklame-Staffeln größerer Unternehmen als ausschließliche Werbeflugzeuge verkauft.

#### Liquiditätsprobleme
Zurückgehende Nachfrage und der temporäre Stop des Serienbaus sowie hohe Abschreibungen für die Luftschiff-Entwicklung führten 1929 zu wirtschaftlichen Problemen. Raabs Bemühungen um staatliche Aufträge scheiterten. Im Sommer 1929 fokussierte sich Raab auf neue Absatzmärkte im Ausland, u. a. in den USA und in China. Im Juni 1929 wurde die Mehrheitsbeteiligung einer US-amerikanischen Investorengruppe an der Raab-Katzenstein Flugzeugwerk GmbH bekannt gegeben, die das Unternehmen mit anderen Betrieben in Frankfurt am Main in einer Flugzeug- und Stahlbau AG zusammenführen wollte. Die Transaktion scheiterte infolge des Einsetzens der Weltwirtschaftskrise im Oktober 1929. Beantragte staatliche Subventionen lehnte das Reichsverkehrsministerium (RVM) im Herbst 1929 ab und regte stattdessen den Zusammenschluss des Unternehmens mit anderen Flugzeugherstellern an, u. a. mit dem ebenfalls in wirtschaftlichen Schwierigkeiten befindlichen Unternehmen von Adolf Rohrbach.
Akute Liquiditätsengpässe überbrückten Anatole und Egon Gobiet, Ludwig Katzenstein und die Stadt Kassel mit Überbrückungsdarlehen und Bürgschaften. Verschärft wurde die Situation durch den Zusammenbruch der Hausbank des Unternehmens, des Bankhauses Schirmer, am 25. November 1929, in dessen Folge andere kreditgebende Banken der Raab-Katzenstein-Werke laufende Kreditvereinbarungen kündigten, die das Unternehmen kurzfristig nicht ausgleichen konnte. Verpfändete Sicherheitsleistungen über erwartete staatliche Subventionszahlungen und Lizenzeinnahmen aus der erwarteten US-amerikanischen Beteiligung erwiesen sich als wertlos. Flugzeuge waren mehrfach an verschiedene Kreditgeber verpfändet. Im Dezember 1926 kündigte die ebenfalls in wirtschaftlichen Problemen befindliche Stadt Kassel wegen der geplanten Aufgabe des Flugplatzgeländes die Mietverträge zur Nutzung des Flugplatzes Waldau.
Kurt Katzenstein trat im November 1929 aus der Geschäftsführung aus. Am 5. Februar 1930 beantragte Raab-Katzenstein ein Vergleichsverfahren mit ihren Gläubigern, das im April 1930 unter Federführung des Hauptgläubigers Anatole Gobiet mit einer Einigung abgeschlossen werden konnte. Auf Grund der Kündigung des Waldauer Flugplatzgeländes wurde das Raab-Katzenstein-Werk im April 1930 von Kassel auf den Bockumer Flugplatz bei Krefeld verlagert, nachdem die Stadt Krefeld dem Unternehmen Überbrückungsdarlehen für verschiedene Zwecke bewilligt hatte.

### Rheinische Luftfahrt-Industrie GmbH

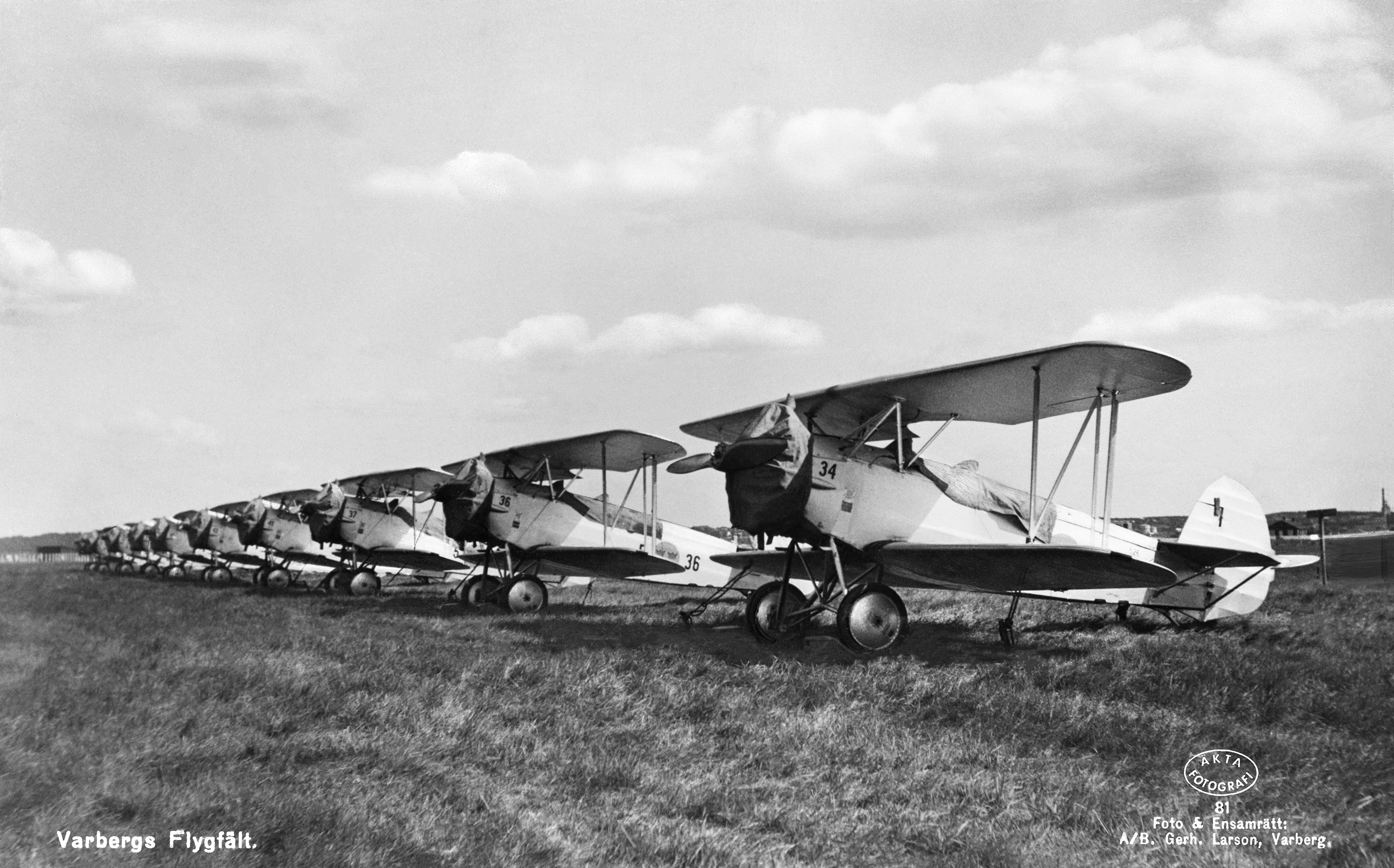
Von ASJA in Linköping als SK 10 für die schwedischen Luftstreitkräfte gebaute RK 26 „Tigerschwalben“ auf dem Flugplatz Varberg

Auf Anregung von Anatole Gobiet wurde in Krefeld am 15. April 1930 die Rheinische Luftfahrt-Industrie GmbH gegründet, die die Raab-Katzenstein Flugzeugwerk GmbH übernahm und unter Leitung von Antonius Raab weiterführte. Im Mai/Juni 1930 wurden im Krefelder Betrieb einige Reparaturaufträge durchgeführt. Für den Europarundflug 1930 entstand der Entwurf der Raab-Katzenstein RK 29, von dem zwei Prototypen für die Teilnahme fertiggestellt wurden. Finanziert wurden diese Arbeiten über Kurzzeit-Darlehen der Stadt Krefeld für die Reparaturerträge und Siegesprämien verpfändet wurden. Am 28. Juli 1930 unterrichtete Antonius Raab den Betriebsrat des Unternehmens davon, dass rückständige Löhne und Gehälter mangels Einkünften nicht mehr gezahlt werden können. Damit endete die produktive Tätigkeit der Rheinische Luftfahrt-Industrie GmbH bereits vier Monate nach ihrer Gründung.

#### Auflösung
Nachdem fällige Kurzfrist-Darlehen der Stadt Krefeld im August 1930 nicht abgelöst werden konnten, kündigte die Stadt Krefeld bestehende Mietvereinbarungen mit der Rheinische Luftfahrt-Industrie GmbH und erwirkte im November 1930 einen Pfändungsbeschluss über sämtliche Konstruktions- und Vertriebsrechte des Unternehmens. Der Hauptgläubiger Anatole Gobiet und die Stadt Krefeld einigten sich auf eine gemeinsame Verwertung der gepfändeten Entwicklungen. Anatole Gobiet verkaufte die Baurechte für die Raab-Katzenstein RK 26 nach Schweden, wo die RK 26 bei den schwedischen Luftstreitkräften als SK 10 betrieben wurde. Noch in den 1950er Jahren bot Gobiet Lizenzrechte der RK 26 für den US-amerikanischen Markt an.
Am 7. November 1932 wurde gegen Antonius Raab als ehemaligem Geschäftsführer Anklage wegen Untreue, Unterschlagung und Konkursvergehen in je einem Fall und des Betrugs in zwei Fällen erhoben. Antonius Raab wurde im Sinne der Anklageschrift für schuldig befunden und zu zehn Monaten Gefängnis verurteilt. Bereits im Januar 1933 wurde Raab die Reststrafe allerdings erlassen. Die Rheinische Luftfahrt-Industrie GmbH wurde von ihren Gesellschaftern im Juni 1932 mangels Masse aufgelöst. Sie wurde am 9. Oktober 1934 aus dem Handelsregister gelöscht.

### Nachfolgegesellschaften
- Raab Flugzeugbau Gesellschaft (Krefeld, Berlin, Riga)
- American Raab Aircraft Corporation
- AEKKEA-Raab Flugzeugbau in Griechenland
- Sächsische Luftfahrt-Industrie GmbH (Dresden)
- Raab Flugzeugbau GmbH (Köln, Karlsruhe; Nachkriegsgründung)

### Lizenzbau-Unternehmen
- AB Svenska Järnvägsverkstädernas Aeroplanavdelning (ASJA) (RK-26-Nachbau)

## Musterübersicht
Bekannt sind Informationen zu 25 Luftfahrtentwicklungen der Raab-Katzenstein-Werke
- davon 23 Flugzeugentwicklungen bei Raab-Katzenstein Flugzeugwerk GmbH in Kassel 1926–1929
  - davon 6 Flugzeugtypen im Serienbau (Kl.1, RK 2, RK 9 als Eigenentwicklungen und RK 6, RK 8, Zögling als Nachbaulizenzen)
  - davon 2 Entwicklungen als Versuchsbauten (RK 7) oder Prototypen-Einzelstücke (RK 12)
  - davon 3 Auftragsentwicklungen als Einzelstücke (RK Ente, RK 25, RK 26) 1928
  - davon 12 Entwürfe vor Prototypen-Stadium abgebrochen
- davon 1 Luftschiff-Entwicklung bei Raab-Katzenstein Flugzeugwerk GmbH in Kassel 1929
- davon 1 Flugzeugentwicklung bei Rheinischer Luftfahrt-Industrie GmbH in Krefeld als Prototyp-Einzelstücke 1930

Vermutlich entstanden in der Zeit von 1926 bis 1930 bei Raab-Katzenstein nicht mehr als 150 Flugzeuge. Weitere 30–35 RK 2/RK 9 für China sind nicht gesichert. Weitere 25 RK 26 entstanden als Sk10 bei ASJA in Schweden als Lizenzbauten. Ein Verzeichnis und den Verbleib aller bekannten Raab-Katzenstein-Flugzeuge findet man in Paul Zöllers Publikation Dietrich-, Raab-Katzenstein- und Gerner-Flugzeuge von 2024.
| Bezeichnung               | Beschreibung | Zeitraum  | Stückzahl | Bemerkungen |
| ------------------------- | --- | --------- | --------- | --- |
| RaKa Kl.1 Schwalbe        | zweisitziges kunstflugtaugliches Sportflugzeug mit 77 PS Siemens & Halske Sh 5 oder 96 PS Sh 11 (Kl.1a) mit 96 PS Siemens & Halske Sh 11 (Kl.1b) mit 125 PS Siemens & Halske Sh 12 (Kl.1c) | 1926–1929 | 45+(2)    | Privat-Konstruktion Paul Hall auf Basis Dietrich DP.XI mit neuen Tragflügeln ein Versuchsträger auf Basis Dietrich DP.IIa Serienbau mit neuem Rumpf bei Raab-Katzenstein Flugzeugwerk GmbH |
| RaKa RK 1                 | einsitziges Sport- und Mehrzweckflugzeug mit 200 PS Whirlwind J5 | 1926/27   | –         | vermutl. einsitzige Variante der Kl.1, kein Prototyp |
| RaKa RK 2 Pelikan         | zweisitziges Schulflugzeug mit 96 PS Siemens & Halske Sh 11 (RK 2a) mit 82 PS Cirrus Mk.II (RK 2b) mit 125 PS Siemens & Halske Sh 12 (RK 2c)                                               | 1926–1930 | 27        | Konstruktion Hall vermutl. 6 weitere Exemplare für China |
| RaKa RK 3 Phönix          | viersitziges Verkehrsflugzeug mit Siemens & Halske Sh 12 | 1926      | –         | Konstruktion Hall, kein Prototyp |
| RaKa RK 4                 | |           |           | Militärflugzeug? |
| RaKa RK 5 Falter          | |           |           | |
| RaKa RK 6 Kranich         | zweisitziges Schul- und Mehrzweckflugzeug mit 125 PS Mercedes D.II Nachbau-Motor oder gebrauchtem Mercedes D.I                                                                             | 1926–1928 | 10        | Nachbaulizenz der DLFW B.I (LVG B.III) |
| RaKa RK 7 Schmetterling   | einsitziges Gleitflugzeug ohne Motor (RK 7) mit 14 PS DKW (RK 7 a) | 1927–1929 | 7         | Konstruktion Hall, Schleppvorrichtung Entwurf Hall/Fieseler Versuchsflugzeug für Flugzeugschlepp ohne Motor (RK 7) motorisierte Luftford-Variante (RK 7a)                                  |
| RaKa RK 8 Marabu          | viersitziges Passagierflugzeug mit 220 PS Benz Bz4 mit geschlossener Kabine (RK 8) ohne Kabinenüberbau (RK 8a)                                                                             | 1927–1928 | 8         | Nachbaulizenz der DLFW (LVG C.VI) |
| RaKa RK 9 Grasmücke       | zweisitziges Leichtflugzeug mit 35 PS Anzani (RK 9) mit 46 PS Salmson AD9 (RK 9a) | 1928–1930 | 31+(2)    | Schwimmervariante als RK 9b bis zu 18 weitere RK 9b möglw. für China? |
| RaKa RK 10                | 2–3-sitziges Passagierflugzeug mit 280 PS Junkers L5 (RK 10a) mit 250 PS BMW.IV (RK 10b)                                                                                                   | 1927/28   | –         | Konstruktion Hall, kein Prototyp |
| RaKa RK 11                | Geschäftsreiseflugzeug mit 140 PS Mercedes-Motor mit 200 PS Mercedes D.III Motor (1929) | 1927/29   | –         | Konstruktion Hall, Überarbeitung Bauer 1929, kein Prototyp |
| RaKa RK 12 Motte          | zweisitziges Sportflugzeug mit 85 PS Cirrus Mk.III | 1927      | 1(+19)    | Nachbaulizenz De Havilland (DH60X) Umbau einer englischen DH60, Serienbau abgebrochen |
| RaKa RK 13                | Höhenversuchsflugzeug mit 585 PS Bristol Jupiter | 1927/28   | –         | Entwurf Hall, kein Prototyp |
| RaKa RK 14                | 8-sitziges Verkehrsflugzeug mit 600 PS BMW VI (RK 14) mit Junkers L55 (RK 14a) | 1927/28   | –         | Entwurf Hall, kein Prototyp |
| RaKa RK 15                | einsitziges Sportflugzeug mit BMW VI oder Junkers L5 | 1927      | –         | möglw. militärische Nutzung? |
| RaKa RK 16                | Nachtreklameflugzeug mit 230 PS BMW IV mit 280 PS Junkers L5 | 1927      | –         | Entwurf Hall, kein Prototyp Lampensätze für Schriftsätze untere Tragfläche |
| RaKa RK 17                | 5-sitziges Passagierflugzeug mit 2 × 310 PS Junkers L5 | 1927/28   | –         | Entwurf Hall, kein Prototyp |
| RaKa Zögling              | Segelflugzeug | 1928      | 6         | Nachbaulizenz R.R.G. überarbeitet von Hall mit Stahlrohrkonstruktion |
| RaKa Ente                 | Raketenversuchsflugzeug mit Sander-Feststoffraketen | 1928/29   | 1         | Auftragsentwicklung für Opel Prototyp mit Anzani-Motor geflogen |
| RaKa RK 25                | Wettbewerbsflugzeug mit 80 PS Cirrus Mk.II | 1928–1929 | 2–3       | Auftragsentwicklung für Essener Verein für Luftfahrt Teilnahme am Europa-Rundflug 1929 mit zwei Maschinen Weiterentwicklung RK 25/32 und RK 25/34 bei Raab Flugzeugbau Gesellschaft        |
| RaKa RK 26 Tigerschwalbe  | Kunstflugdoppeldecker mit 220 PS Armstrong Lynx | 1928      | 4+25 ASJA | Auftragsentwicklung für Gerhard Fieseler auf Basis RaKa Kl.1c Lizenzbau als SK 10 bei ASJA in Schweden ab 1932 Weiterentwicklung bei Raab Flugzeugbau Gesellschaft & AEKKEA                |
| RaKa RK 27                | 1440 m³ Prall-Luftschiff mit 2 × 35 PS Anzani | 1929      | 1         | Konstruktion Bauer |
| RaKa RK 28                | militärisches Schulflugzeug mit 460 PS Gnome Jupiter | 1929      | –         | kein Prototyp |
| RaKa RK 29 Deutsche Motte | 2–3-sitziges Wettbewerbsflugzeug mit 120 PS Siemens & Halske Sh 14 | 1930      | 2         | Entwickelt bei Rheinischer Luftfahrt-Industrie GmbH in Krefeld vermutl. Entwurf Schüttkowski, Rumpf Nachbau DH60 Europarundflug 1930 geplant, allerdings abgesagt                          |